# Побережник білогрудий
Побережник білогрудий (Calidris fuscicollis) — вид сивкоподібних птахів родини баранцевих (Scolopacidae).

## Опис
Птах завдовжки 15-18 см, вага — 35-45 г. Довжина крила 123—129 мм. Чотири середніх кермових пера помітно подовжені, середня пара найдовша, крайня пара трохи довше, ніж друга і третя пари. Влітку забарвлення спини чорно-буре з рудуватим і вохристо-білуватими краями пір'ям, черево біле, передня сторона тіла, воло, груди і боки тіла з темними плямами. Взимку спинна сторона тіла димчасто-сіра з темно-бурими пір'їнами, черевна сторона тіла біла, воло з вохристо-димчастим нальотом і плямами. Молодий птах подібний до дорослого в річному оперенні, але краї пір'їн мантії білуваті.

## Поширення
Влітку населяє арктичне узбережжя і прилеглі до нього острови Північної Америки від мису Барроу до затоки Камберленд (Баффінова Земля) і півдня Гренландії. Достовірно гніздування встановлено в порівняно небагатьох місцях. Зимує у Південній Америці на схід від Анд на південь до Фолклендських Островів і Вогняної Землі, на північ до Парагваю.
На прольотах зустрічається в долині Міссісіпі і пізнім літом в Лабрадорі. На Атлантичному узбережжі Північної Америки не зустрінутий, але залітає на Бермуди, о-ви Вест-Індії, Азорські острови і в Англію.